# Echimyinae
Famille
Les Echimyinae sont une sous-famille de rongeurs de la famille des Echimyidae, qui comprend notamment des rats épineux. Sa taxinomie a fait l'objet d'une révision par Louise Emmons en 2005 que les bases de référence n'ont pas encore intégrée.
Cette sous-famille a été décrite pour la première fois en 1825 par le zoologiste britannique John Edward Gray (1800-1875).

## Liste des genres
- genre Callistomys Emmons & Vucetich, 1998. Une seule espèce : Callistomys pictus
- genre Diplomys Thomas, 1916
- genre Echimys G. Cuvier, 1809
- genre Isothrix Wagner, 1845
- genre Makalata Husson, 1978
- genre Pattonomys Emmons, 2005[3]
- genre Phyllomys Lund, 1839
- genre Santamartamys Emmons, 2005[4]. Une seule espèce : Santamartamys rufodorsalis

### Liste des genres et espèces
Selon Mammal Species of the World (version 3, 2005)  (18 novembre 2013) et ITIS (18 novembre 2013)  :
- genre Callistomys
  - Callistomys pictus
- genre Diplomys
  - Diplomys caniceps
  - Diplomys labilis
  - Diplomys rufodorsalis - Déplacé dans le genre monotypique Santamartamys Emmons, 2005[4]
- genre Echimys
  - Echimys chrysurus
  - Echimys saturnus
  - Echimys semivillosus - Déplacé dans le genre Pattonomys Emmons, 2005[7]
- genre Isothrix
  - Isothrix bistriata
  - Isothrix negrensis
  - Isothrix pagurus
  - Isothrix sinnamariensis
- genre Makalata
  - Makalata didelphoides
  - Makalata grandis
  - Makalata macrura
  - Makalata obscura
  - Makalata occasius - Déplacé dans le genre Pattonomys Emmons, 2005[3]
  - Makalata rhipidura
- genre Phyllomys
  - Phyllomys blainvillii
  - Phyllomys brasiliensis
  - Phyllomys dasythrix
  - Phyllomys kerri
  - Phyllomys lamarum
  - Phyllomys lundi
  - Phyllomys mantiqueirensis
  - Phyllomys medius
  - Phyllomys nigrispinus
  - Phyllomys pattoni
  - Phyllomys thomasi
  - Phyllomys unicolor